# Erik Husted
Erik Husted (Helsingør, Hovedstaden, 3 de gener de 1900 - Copenhaguen, 10 de juliol de 1988) va ser un jugador d'hoquei sobre herba danès que va competir durant la dècada de 1920. Era germà del també jugador d'hoquei herba Otto Husted.
El 1920 va prendre part en els Jocs Olímpics d'Anvers, on va guanyar la medalla de plata com a membre de l'equip danès en la competició d'hoquei sobre herba.
Vuit anys més tard va disputar els Jocs d'Amsterdam, on quedà en cinquena posició en la competició d'hoquei sobre herba.